# Hajen som visste för mycket (film)
Hajen som visste för mycket är en svensk komedifilm från 1989 av Galenskaparna och After Shave.

## Handling
Den rike börsmäklaren Samuel Plottner (Claes Eriksson) anar oråd när hans son Joakim (Anders Eriksson) skriver en tidningsartikel med rubriken "Eternitplattor gör dig smalare". Rubriken får eternitplattetillverkaren Davidsson & Locks aktier att skjuta i höjden och alla vill veta vad Joakim vet.
Joakim påstår att det hela var ett tryckfel, att artikeln handlade om matlagning och att rubriken skulle vara "Lasagneplattor gör dig smalare". En hemlighet har han dock, och den har han också lyckats hålla hemlig. Han och hans två bröder, Alexander och Lukas, är egentligen samma person, något som bara han själv och deras mor, Desirée, vet om. 

## Om filmen
Hajen som visste för mycket har visats i SVT, bland annat i december 2020.

## Rollista
- Anders Eriksson – Joakim Plottner
- Claes Eriksson – Samuel Plottner
- Kerstin Granlund – Dixie Hopper
- Jan Rippe – Helge Lock
- Peter Rangmar – Lennart Cumberland-Brons
- Per Fritzell – Benny Hörnsteen
- Knut Agnred – pastor Himmler
- Håkan Johannesson – Jörgen Lycke
- Charlott Strandberg – Cilly Cumberland-Brons
- Rolf Allan Håkanson – arkitekten
- Laila Westersund – damen på gatan
- Charles Falk – högvakt

## TV4 och reklamavbrott
År 2007 avgjordes en seglivad rättegång angående Hajen som visste för mycket. Claes Eriksson anmälde TV4 då de visat reklam i hans film utan hans tillstånd. Eriksson vann över TV4, men TV-kanalen fortsatte att överklaga fram tills ärendet togs upp i Högsta domstolen (HD). Eriksson vann även där, då HD menade att TV4 kränkt Claes Eriksson genom reklamavbrotten.